# 우리엘 안투나
카를로스 우리엘 안투나 로메로(스페인어: Carlos Uriel Antuna Romero, 1997년 8월 21일 ~ )는 멕시코의 축구 선수로, 현재 멕시코 과달라하라에서 뛰고 있다.